# 40è Festival Internacional de Cinema de Berlín
El 40è Festival Internacional de Cinema de Berlín va tenir lloc entre el 9 i el 20 de febrer de 1990. El festival va obrir amb Steel Magnolias de Herbert Ross, que es va exhibir fora de competició. L'Os d'Or fou atorgat conjuntament a la pel·lícula estatunidenca Music Box dirigida per Costa-Gavras i a la pel·lícula txeca Skřivánci na niti dirigida per Jiří Menzel.

## Jurat

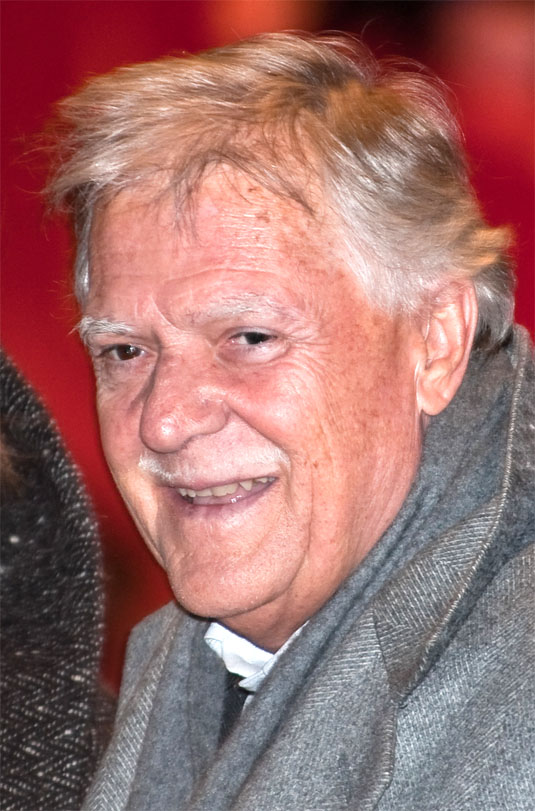
Michael Ballhaus, Copresident del jurat

Les següents persones foren nomenades com a membres del jurat:
- Michael Ballhaus (president)
- Margaret Ménégoz (Copresidenta)
- Vadim Abdrashitov
- Suzana Amaral
- Steven Bach
- Roberto Benigni
- Lívia Gyarmathy
- Helke Misselwitz
- Otto Sander
- Stephen Silverman
- Rita Tushingham

## Pel·lícules en competició
Les següents pel·lícules van competir per l'Os d'Or i per l'Os de Plata:
| Títol original             | Director(s)         | País                             |
| -------------------------- | ------------------- | -------------------------------- |
| ¡Átame!                    | Pedro Almodóvar     | Espanya                          |
| Los ángeles                | Jacob Berger        | Espanya, França, Suïssa, Bèlgica |
| Astenicheskiy sindrom      | Kira Muratova       | Unió Soviètica                   |
| Běn mìng nián              | Xie Fei             | R.P. de la Xina                  |
| Born on the Fourth of July | Oliver Stone        | Estats Units                     |
| Coming Out                 | Heiner Carow        | RDA                              |
| Driving Miss Daisy         | Bruce Beresford     | Estats Units                     |
| Fat Man and Little Boy     | Roland Joffé        | Estats Units                     |
| A halálraítélt             | János Zsombolyai    | Hongria                          |
| The Handmaid's Tale        | Volker Schlöndorff  | Estats Units, Regne Unit         |
| Herzlich willkommen        | Hark Bohm           | Alemanya                         |
| Karaul                     | Aleksandr Rogozhkin | Unió Soviètica                   |
| Les noces de papier        | Michel Brault       | Canadà                           |
| Music Box                  | Costa-Gavras        | Estats Units                     |
| Das schreckliche Mädchen   | Michael Verhoeven   | Alemanya                         |
| Il segreto                 | Francesco Maselli   | Itàlia                           |
| Silent Scream              | David Hayman        | Regne Unit                       |
| Skřivánci na niti          | Jiří Menzel         | Txèquia                          |
| Talvisota                  | Pekka Parikka       | Finlàndia                        |
| La vengeance d'une femme   | Jacques Doillon     | França                           |
| The War of the Roses       | Danny DeVito        | Estats Units                     |

## Premis

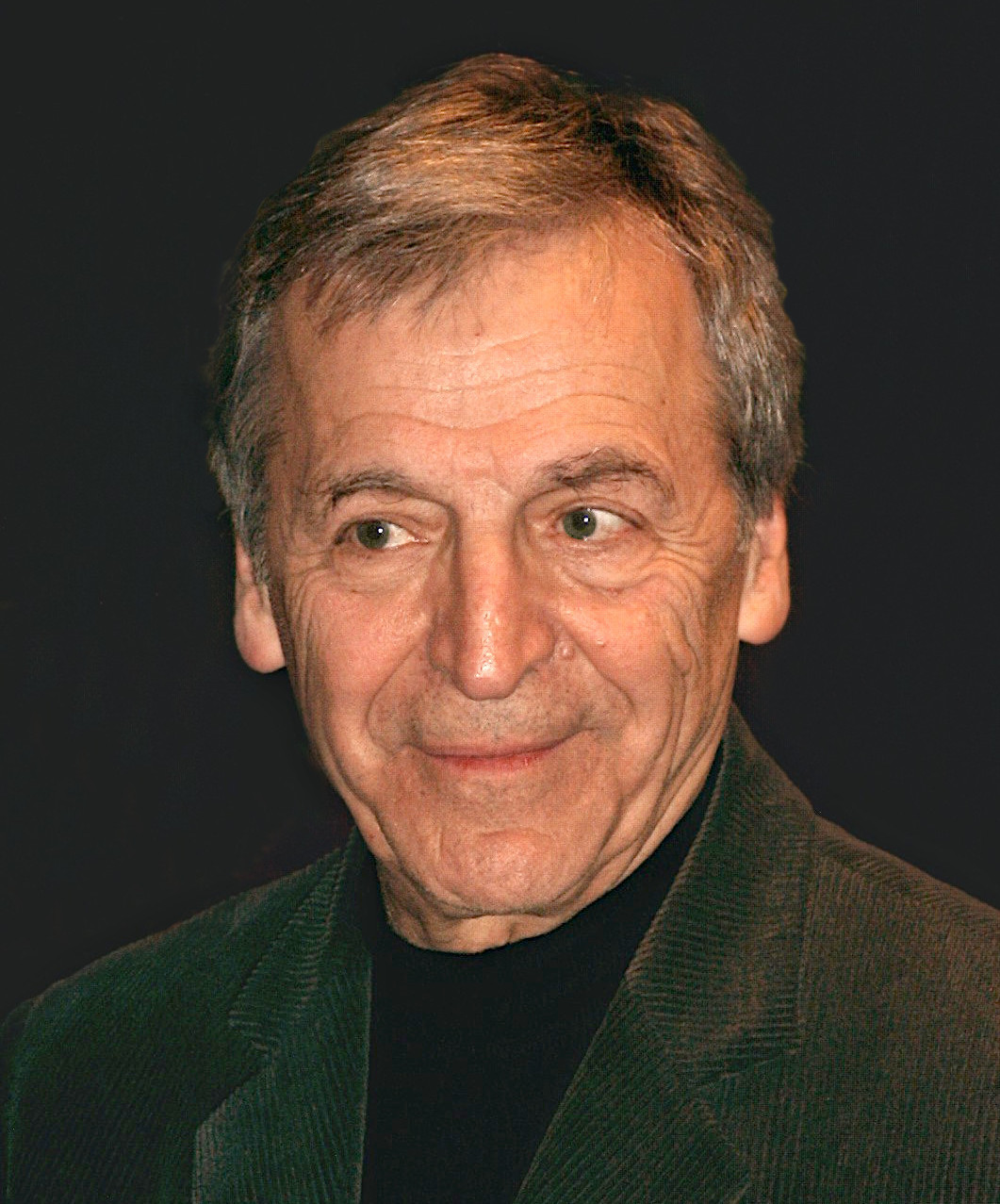
Costa-Gavras, co-guanyador de l'Os d'Or de l'edició.

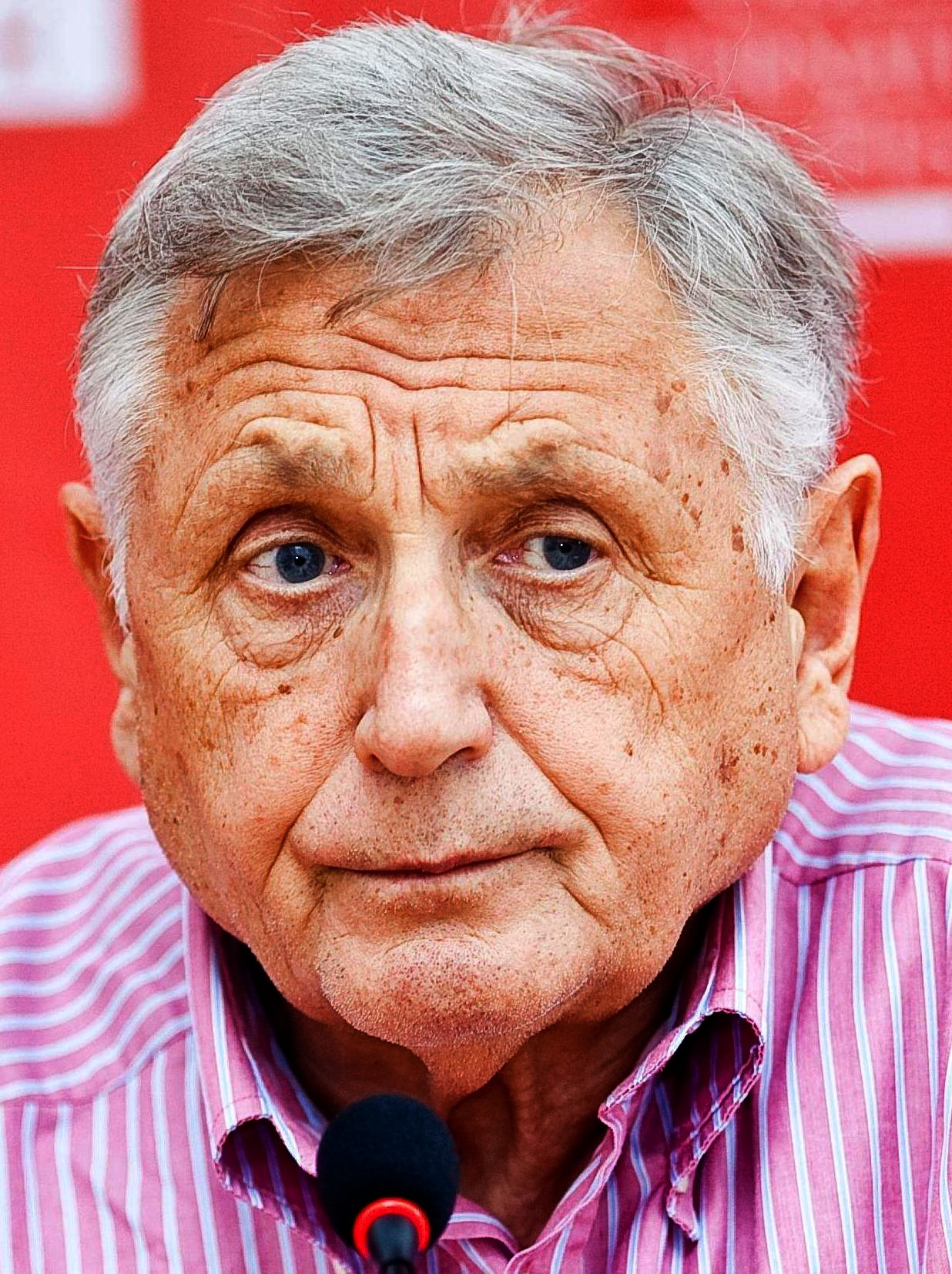
Jiří Menzel, co-guanyador de l'Os d'Or de l'edició.

El jurat va atorgar els següents premis:
- Os d'Or:
  - Music Box de Costa-Gavras
  - Skřivánci na niti de Jiří Menzel
- Os de Plata - Premi Especial del Jurat: Astenicheskiy sindrom de Kira Muratova
- Os de Plata a la millor direcció: Michael Verhoeven per Das schreckliche Mädchen
- Os de Plata a la millor actuació conjunta: Jessica Tandy i Morgan Freeman
- Os de Plata a la millor interpretació masculina: Iain Glen per Silent Scream
- Os de Plata per un èxit únic excepcional: Běn mìng nián de Xie Fei
- Os de plata per a una contribució excepcional: Coming Out
- Premi Alfred-Bauer: Karaul
- Premi FIPRESCI
  - Karaul d'Aleksandr Rogozhkin